# Обмінна енергія

Обмінна енергія (рос. обменная энергия, англ. exchange energy) — поправка, яка зумовлена поведінкою хвильових функцій при перестановці, тобто обміні електронів відповідно до принципу Паулі. Вона вводиться в середню енергію відштовхування електронів, чим враховується ефект спінової кореляції, що викликає відштовхування електронів з однаковими спінами. Це різниця енергій між станом пари електронів з паралельними спінами та станом електронів з антипаралельними спінами.